# High Hopes (Pink Floyd)
"High Hopes" és l'onzena i última cançó de l'àlbum The Division Bell de Pink Floyd, composta per David Gilmour, amb lletra de Polly Samson, parla de les coses que un pot haver guanyat i perdut durant la vida, des del punt de vista autobiogràfic de Gilmour. Gilmour ha dit que la cançó parla més dels seus primers anys i deixar enrere la seva ciutat natal que la llavor de divisió suposadament plantada als inicis de Pink Floyd. La cançó també apareix en una versió més reduïda a l'àlbum de compilació Echoes: The Best of Pink Floyd de l'any 2001.
High Hopes comença amb acords que segueixen la tonalitat en do menor. Al llarg de tota la cançó, de fons, sona una campana en do (excepte en una curta secció a la meitat, on la cançó modula a mi menor per un solo de guitarra). Poc després que acabi la cançó acabi i s'afebleixi el so de les campanes, s'escolta breument una trucada entre el mànager de Pink Floyd, Steve O'Rourke, i el fill de Gilmour, concloent així l'àlbum The Division Bell.
Els dos últims versos de la cançó ("The endless river/Forever and ever") fan referència a una frase del segon senzill del grup, "See Emily Play", del 1967, ("Float on a river/Forever and ever") i van inspirar el nom de l'últim àlbum d'estudi de la banda, The Endless River, llançat el 2014.
Va ser una peça que es va tocar en els concerts de la gira. El títol va ser versionat per Nightwish en la compilació Highest Hopes (2005), ambdós títols fan referència a l'obra de Pink Floyd.

## Crèdits
- David Gilmour - veu, guitarra, baix
- Rick Wright - sintetitzador
- Nick Mason - bateria, percussió
- Jon Carin - piano
- Michael Kamen - orquestració
- Edward Shearmur - orquestració